# Secretina
A secretina é um hormônio polipeptídeo com 27 aminoácidos produzida pelas células S do duodeno em resposta a um pH entre 2 e 4,5 (muito ácido). Ao chegar ao duodeno, o quimo será coberto com suco pancreático (contém enzimas digestivas como lipase, amilase, nuclease, além de proteases inativas como tripsinogênio, quimiotripsinogênio e propeptidase) vindo do pâncreas e com pH próximo a 9 (alcalino) graças à presença de bicarbonato de sódio (secretado por conta do estimulo do hormônio secretina). Resumindo, pode-se dizer que a principal função da secretina é estimular a secreção de bicarbonato de sódio no pâncreas.

## Funções
É  liberado na corrente sanguínea para estimular a secreção de água e bicarbonato no pâncreas e pelas glândulas de Brünner. O bicarbonato (HCO3-) ajuda a neutralizar o ácido gástrico, processo essencial para a digestão das gorduras. A secretina inibe, também, a secreção de gastrina pelas células G do estômago.
Recentemente também foi descoberto que atua no hipotálamo estimulando a secreção de antidiurético e consequentemente a retenção de água pelos rins.

## História
Foi o primeiro hormônio a ser descoberto, em 1902, por William Bayliss e Ernest Starling, servindo assim de base a ideia de que substâncias liberadas por células no sangue podiam atuar em outras células do organismo. 